# Laneburg

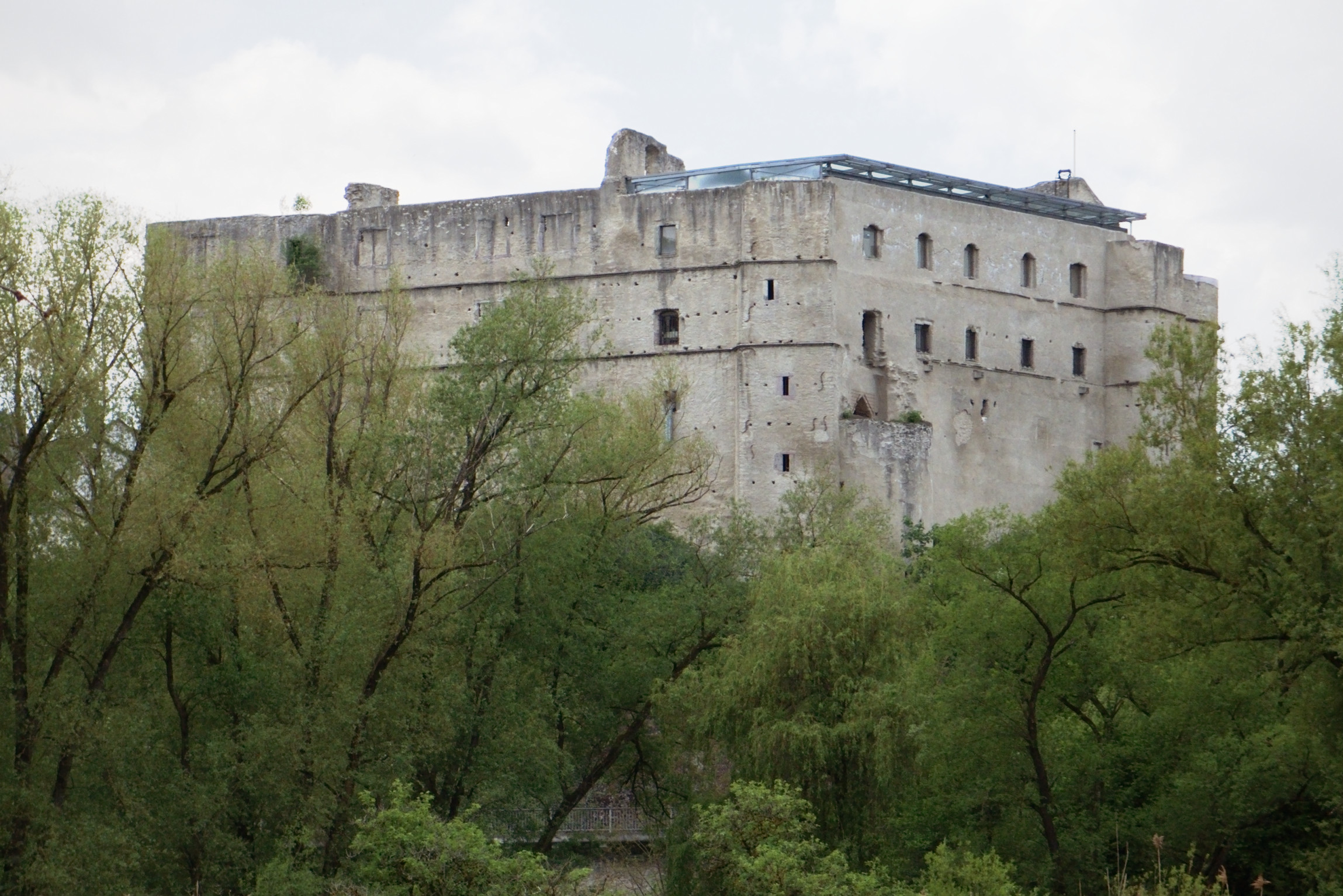
Die Laneburg von der Lahnseite aus gesehen.

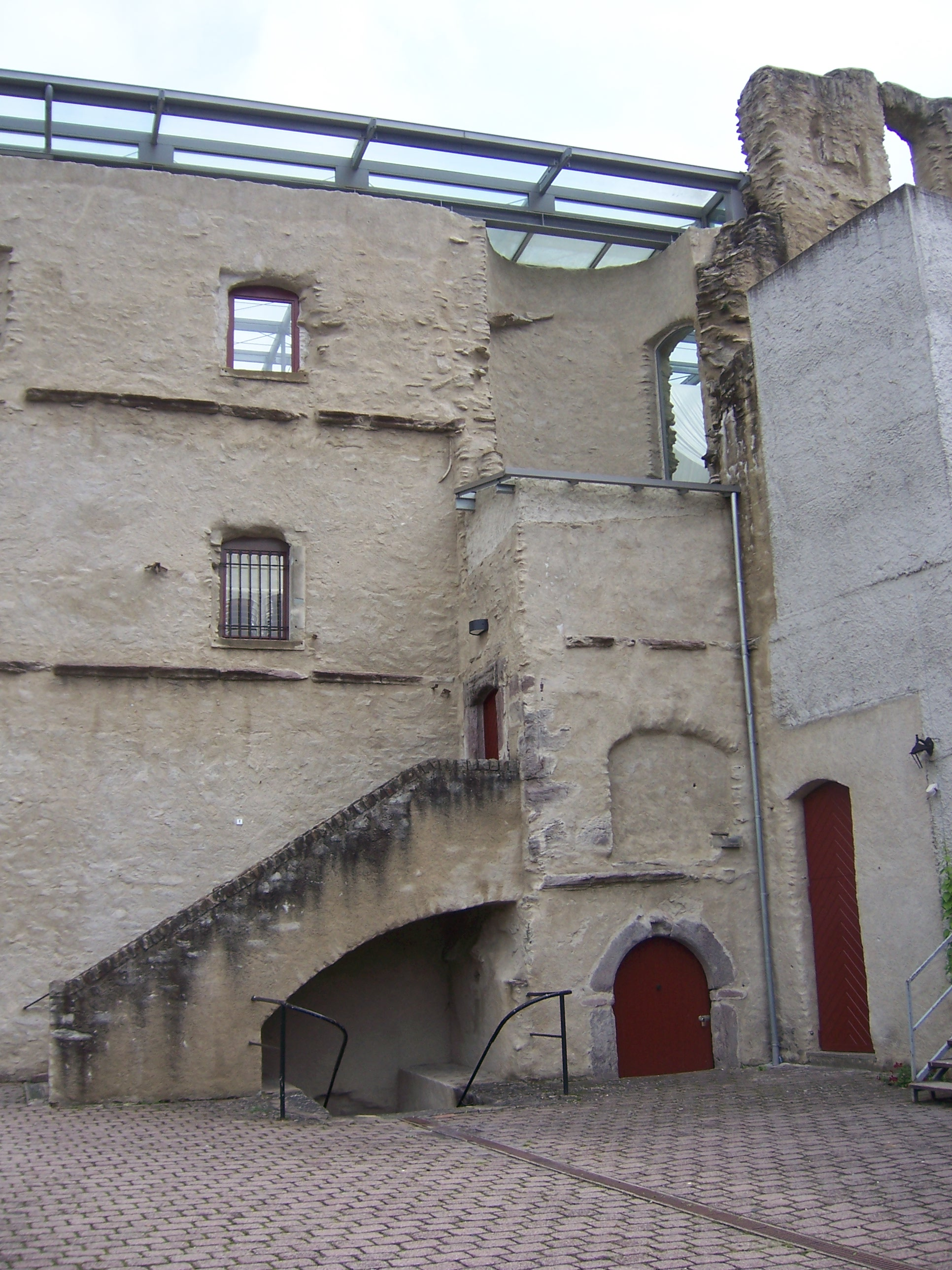
Außenansicht

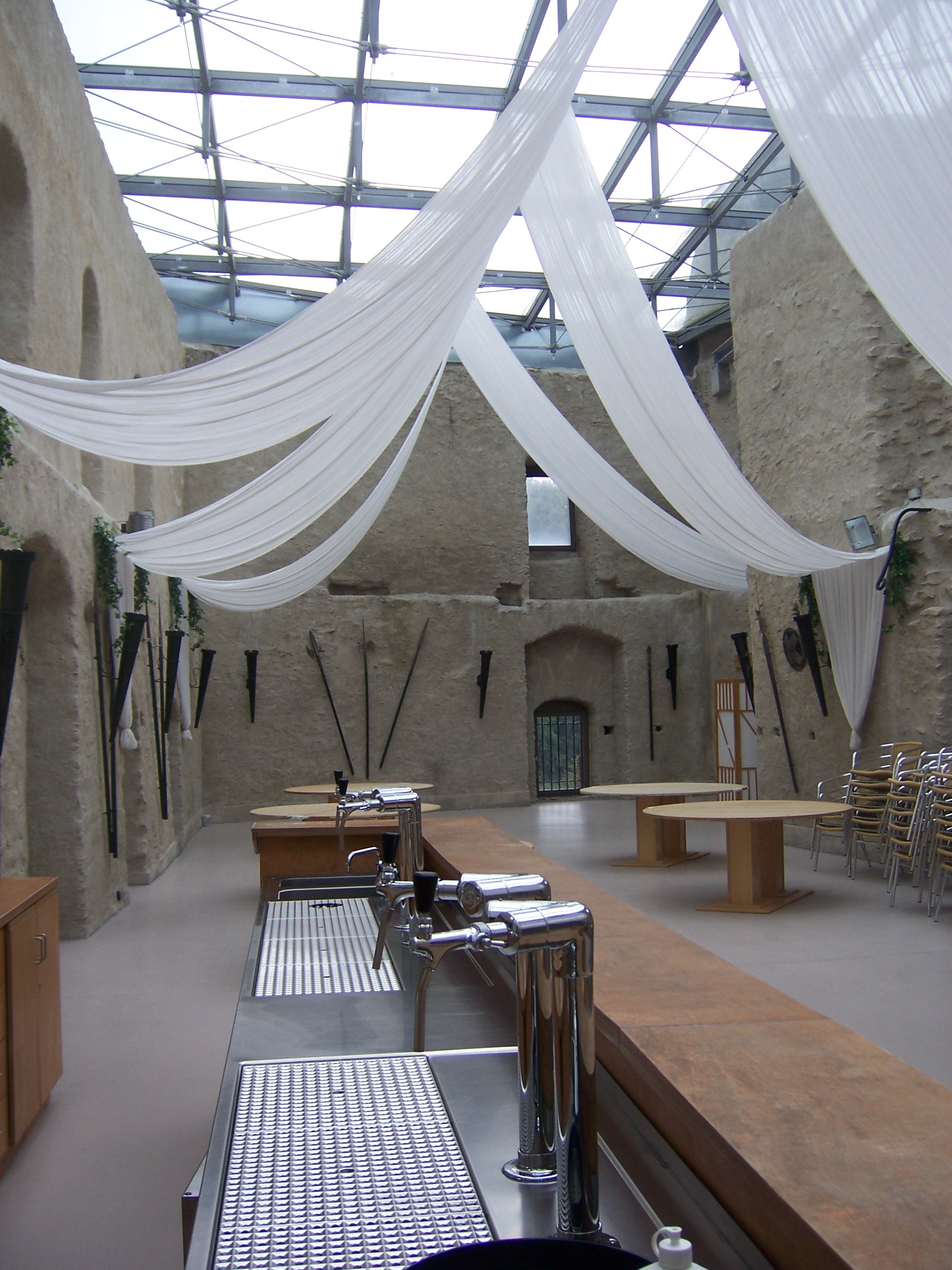
Innenansicht

Die Schlossruine Laneburg in Löhnberg liegt im mittleren Lahntal zwischen der alten Reichsstadt Wetzlar, in der die Nassauer Grafen lange Zeit das Vogteirecht ausübten, und Weilburg, dem Stammsitz der walramischen Linie des Hauses Nassau. Die Ruine liegt über der Lahn an der Stelle, wo der Fluss aus dem weiten Tal des Löhnberger Beckens in ein enges Felsental eintritt. In numismatischen Kreisen wurde die Laneburg durch einen 2000 bei Sanierungsarbeiten entdeckten Münzhort, dem sogenannten „Schatz von der Laneburg“, bekannt.

## Geschichte
Die Laneburg liegt als eine Gründung der ottonischen Linie der Nassauer am südlichen Ende ihres damaligen Herrschaftsbereiches, der sich von Siegen über Dillenburg und Beilstein bis an die Lahn erstreckte. Ihr Ursprung geht zurück auf eine fränkische Siedlung im Talgrund, in der Nähe der Kreuzung Löhnberg der heutigen B 49. Dieser Ort „Heimau“, 1254 erstmals erwähnt, bestand schon um 500 n. Chr., wie gefundene Frankengräber beweisen. Der Ort kam nach 1100 an die Grafen von Nassau. Bei der Nassauischen Bruderteilung 1255 fiel das Gericht Heimau an Otto I. von Nassau, den Begründer der ottonischen Linie des Hauses Nassau. Dessen Sohn Johann mit der Haube ließ die Laneburg 1321–1324 auf dem Felssporn des Schletsberges oberhalb des Ortes erbauen.
Schon 1324 wurde in dieser Burg eine Urkunde gesiegelt, auf welcher der Name „Laneburg“ erscheint. Die Urkunde handelt von den verschiedenen Rechten der Nachbarn und Vettern von Laneburg und Weilburg. Nachdem Graf Johann von Nassau-Dillenburg 1328 gegen Ende der Dernbacher Fehde in einer Schlacht gegen den Landgrafen Heinrich II. von Hessen bei Wetzlar gefallen war, kam die Burg an seinen Bruder Heinrich von Nassau-Siegen. Dieser verpfändete 1344 Burg und Stadt Laneburg an Nassau-Weilburg und Andere.
Nach 1536 begannen die Grafen von Nassau-Beilstein/Dillenburg, die Burg zu einem Renaissanceschloss umzubauen. Hierbei gab es Streit mit den Mitbesitzern, so dass sich Georg von Nassau-Dillenburg genötigt sah, Soldaten und grobes Geschütz in die Laneburg zu legen, um den Fortgang der Bauarbeiten zu sichern. Der ursprünglich wohl geplante Rechteckbau mit Innenhof wurde nicht vollendet.
1773 tauschte das Haus Nassau-Weilburg den Ort und die Laneburg gegen drei Dörfer auf dem Westerwald von Nassau-Dillenburg. Beim Umbau des Schlosses zur Zehntscheune 1782 wurden die großen Fenster vermauert.
Bei der Nassauischen Verwaltungsreform 1816 verlor Löhnberg seine Amtsfunktion. Das Schloss wurde verkauft, zum Teil an die Gemeinde und zum Teil an Privatpersonen; es wurde weiter als Scheune und Stallung genutzt.
Am 5. September 1900 brannte das Schloss aus und wurde nicht wieder aufgebaut. Gegen Ende des Zweiten Weltkrieges zerstörte eine Fliegerbombe den Treppenturm und das Gewölbe des Weinkellers.

## Sanierung und Münzfund
Im Jahr 1968 begann die Gemeinde Löhnberg die Mauern zu sichern und abzudecken. Die Sängervereinigung „Rheingold“ führte in den 1960er Jahren erste Sanierungsarbeiten durch, baute die Keller zur gastronomischen Nutzung aus und veranstaltete 1970 das 1. Burgfest.
Vom Ende der 1990er Jahre an erfolgte eine weitere Sanierung der Laneburg. Im Zuge dieser bis 2001 andauernden Sanierung wurde das Burggelände 2000 zum Schauplatz eines archäologischen Fundes, dem „Münzschatz der Laneburg“. Der Fund erfolgte bei der Überprüfung des Mauerwerks von außen in der Nähe des sog. „Landgräflichen Turms“, als dort ein Loch entdeckt wurde. Der Münzschatz, der sich dahinter verbarg und vom Inneren des Gebäudes im Bereich eines Aborts deponiert wurde, umfasst 211 Silbermünzen und setzt sich aus Sorten verschiedener Währungen zusammen. Der Schatz muss ab 1687 verborgen gewesen sein.

## Heutige Nutzung
Bis vor einiger Zeit fand jährlich ein Burgfest auf der Laneburg statt. Außerdem wurde das Gebäude für einen Weihnachtsmarkt, zahlreiche Kleinkunst-Aufführungen sowie Veranstaltungen ortsansässiger Vereine, Firmen und Privatpersonen genutzt, da der Rittersaal, Wein- und Sektkeller sowie die ganze Burganlage angemietet werden konnten. Dies ist heute nur noch für bestimmte einzelne Bereiche und Räume möglich. Zudem gibt es ein Trauzimmer, in dem jedes Jahr viele Brautpaare aus ganz Deutschland standesamtlich getraut werden. Zusätzlich zum Denkmalschutz besitzt die Burg den Schutzstatus für den Kriegsfall nach der Haager Konvention.